# Hortus Overzee

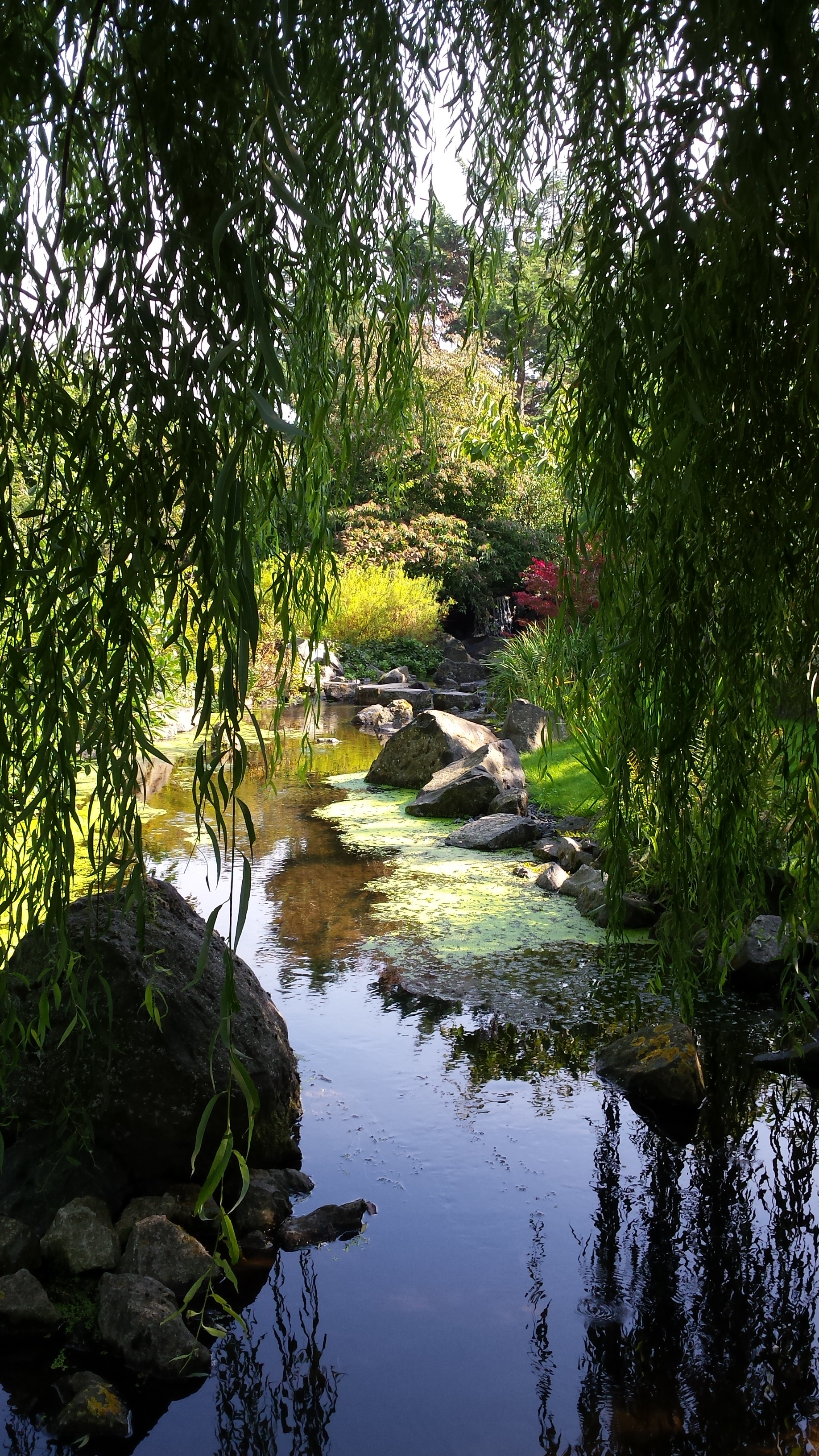
De Japanse tuin van Hortus Overzee

Hortus Overzee is een botanische tuin in Den Helder. De tuin is aangesloten bij de Nederlandse Vereniging van Botanische Tuinen. De tuin bestaat uit een buitentuin en een kassencomplex. In april 2017 is de naam van de tuin veranderd van Oranjerie De Groene Parel naar Hortus Overzee.
In het kassencomplex worden (sub)tropische planten gehouden als sinaasappel, banaan, orchideeën en agave's. In het kassencomplex is ook een grote collectie cactussen te bewonderen. Het kassencomplex wordt tevens gebruikt om kuipplanten te laten overwinteren die 's zomers buiten staan.
In de buitentuin is een Japanse tuin met stromend water te vinden. Een beek met een waterval, stroomversnellingen, rotsen en een eiland zijn er te zien. De beplanting komt van oorsprong uit Japan, Zuid-Korea en China. Tot de plantencollectie in de Japanse tuin behoren Camellia, papiermoerbei, Abeliophyllum en bamboe.